# Алонсо Росель, Альвар
Альвар Алонсо Росель (исп. Alvar Alonso Rosell; 13 сентября 1992, Фигерас, Каталония) — испанский шахматист, гроссмейстер (2013). Чемпион Испании (2011).
В начале карьеры неоднократно становился чемпионом Испании в разных возрастных категориях: до 12 лет (2004), до 14 лет (2006) и до 18 лет (2009). В 2011 году, будучи международным мастером, разделил с гроссмейстером Мигелем Ильескасом первое место в национальном чемпионате Испании и завоевал чемпионское звание по лучшим дополнительным показателям. В том же году занял второе место в чемпионате Каталонии, а в 2014 и 2016 годах завоёвывал в этом турнире чемпионское звание.
Как чемпион Испании, стал участником чемпионата Европы 2012 года.

## Изменения рейтинга
| Графики недоступны из-за технических проблем. См. информацию на Фабрикаторе и на mediawiki.org. |